# M/S Sankt Erik af Göteborg
M/S S:t Erik af Göteborg är ett svenskt passagerarfartyg.
M/S S:t Erik byggdes 1881 på Lindholmens Varv i Göteborg för Marstrands Nya Ångfartygs AB, Marstrand för att gå i trafik mellan Göteborg - Marstrand - Stenungsund - Nösund - Mollösund. Hon motoriserade 1951 på Djupviks varv på Tjörn och fick en Nohab MG dieselmotor på 287 kW.
Hon har seglat för Strömma Kanalbolaget i Göteborg sedan 1996. Hon är k-märkt.